# Palais Wiener von Welten

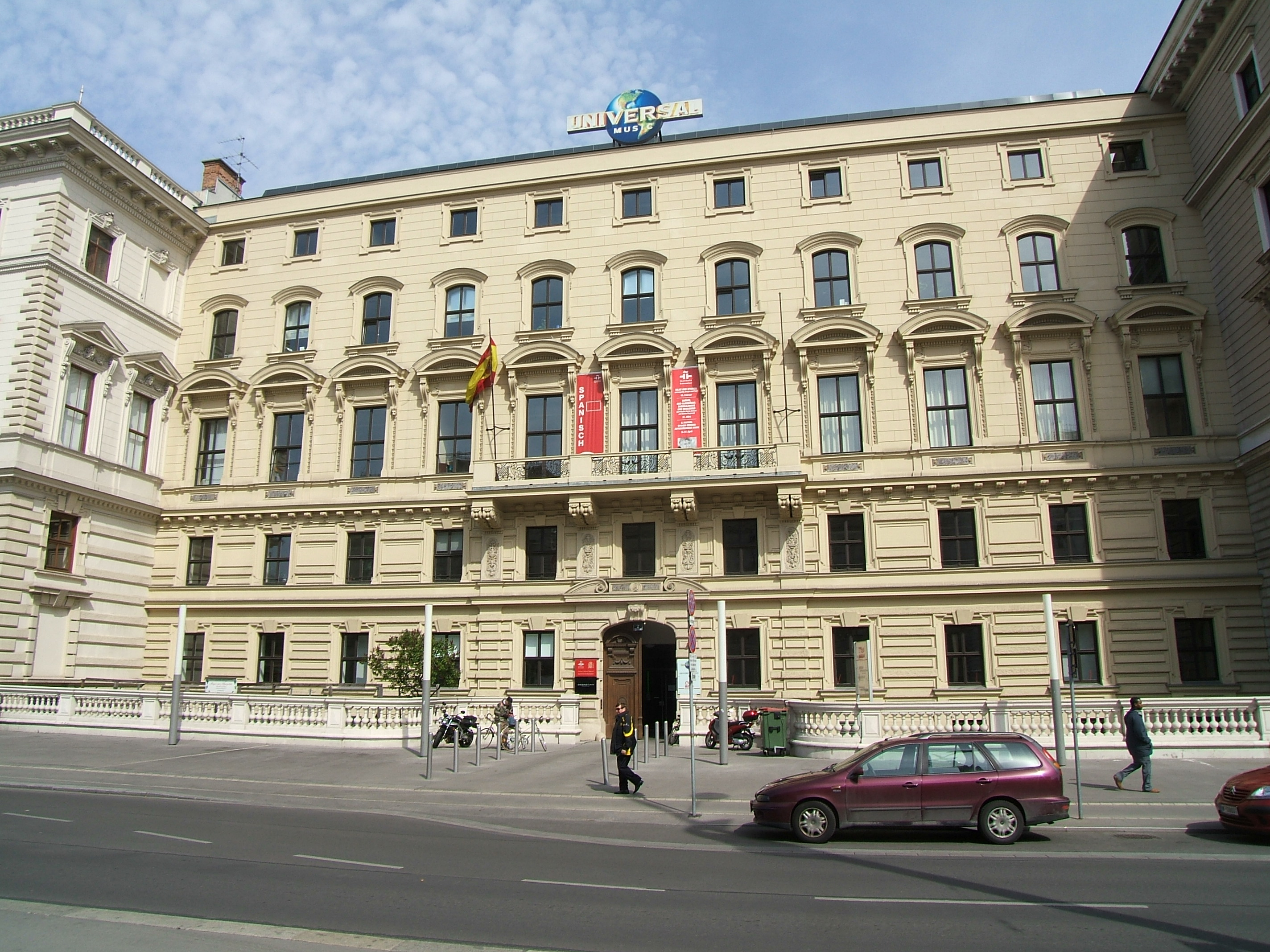
Palais Wiener von Welten (2008)

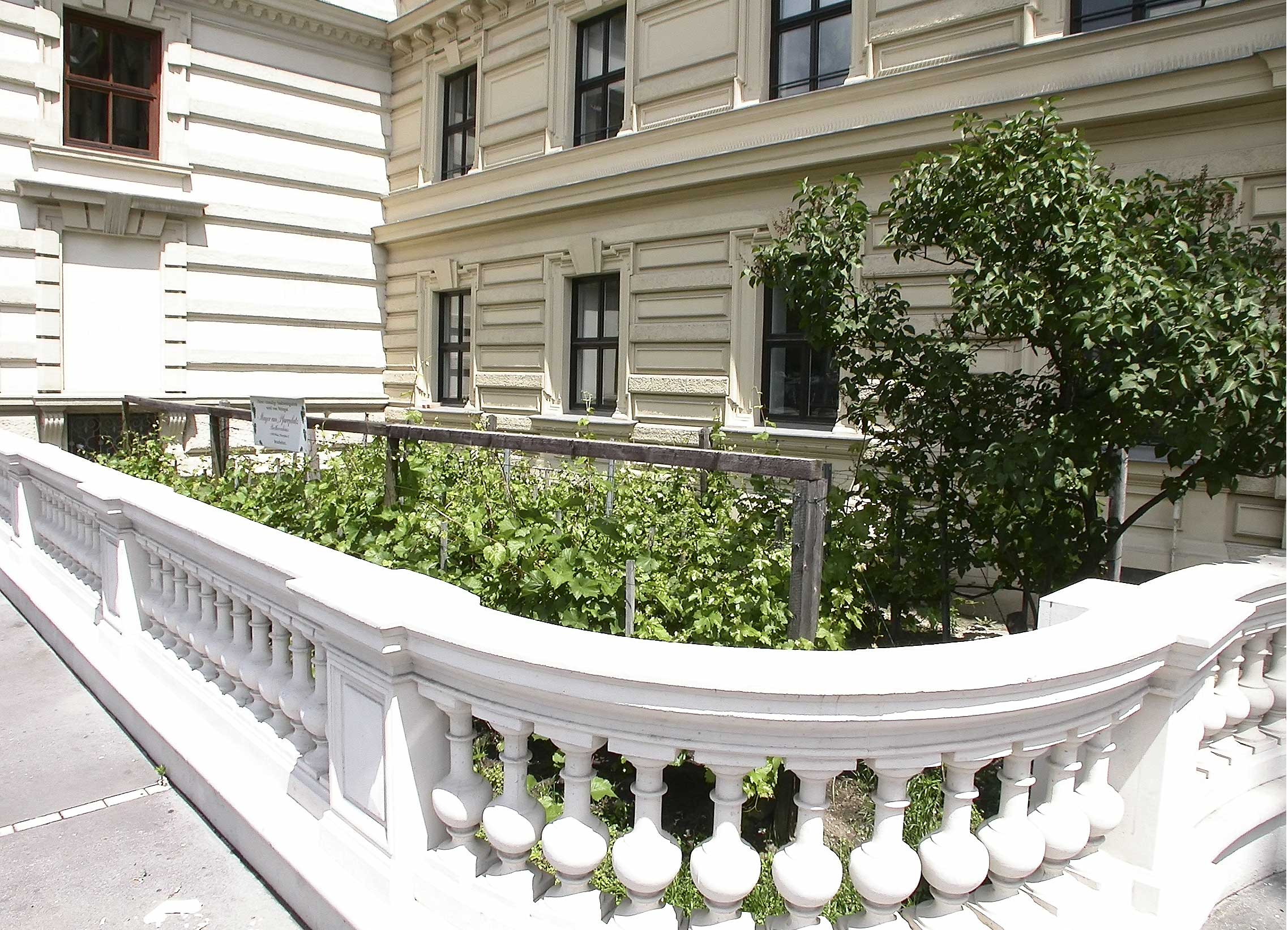
Der kleinste Weingarten Wiens vor dem Palais Wiener von Welten

Das Palais Wiener von Welten ist ein Palais im Ringstraßenstil. Es wurde 1869 errichtet und befindet sich am Schwarzenbergplatz 2 im 1. Wiener Gemeindebezirk.
Auftraggeber war der Bankier Eduard Wiener von Welten. Das Palais wurde von August Schwendenwein und Johann Romano entworfen. Zu Ende des Zweiten Weltkrieges brannte das Palais aus, wurde aber, anders als die benachbarte ehemalige Staatsbahndirektion (Schwarzenbergplatz 3) unter Beibehaltung der Fassade von der Firma Philips wieder aufgebaut. Eine Besonderheit des Palais ist der kleine, davorliegende Stadtweingarten, mit ein paar Quadratmetern der kleinste Weingarten Wiens. Jeden Herbst werden die ersten Trauben vom Wiener Bürgermeister persönlich geerntet.